# 장연홍
장연홍(1911년 ~ ?)은 한국의 기녀이다.

## 생애
1911년 평양에서 외동딸로 태어나 5세 때 부친이 사망하자 가정 형편으로 14세 때 평양 권번에 들어가 기생이 되었다. 기생이 된 그는 뛰어난 외모와 춤, 노래, 모델 활동 등으로 이름을 알렸다. 이후 상해로 유학을 떠났으나 상해에서 어떤 사건으로 영사에 들어갔다는 소문이 있다. 1945년 광복을 맞이하여 다시 조선으로 돌아왔다. 마약으로 인해 얼굴이 많이 상해 알아보기 힘들 정도였다. 그래도 조선 최고의 미녀기생이었기에 평양기생학교에서 다시 받아줬다. 다른 기생들과 요식점을 차렸다. 그러나 2년만에 문을 닫고 곧 사망했을 것으로 추정한다.

## 참고 자료
- <인기스타의 "얼짱" 미인 기생 장연홍> 신현규 중앙대학교 교양학부대학 교수